# Peer Gynt-parken

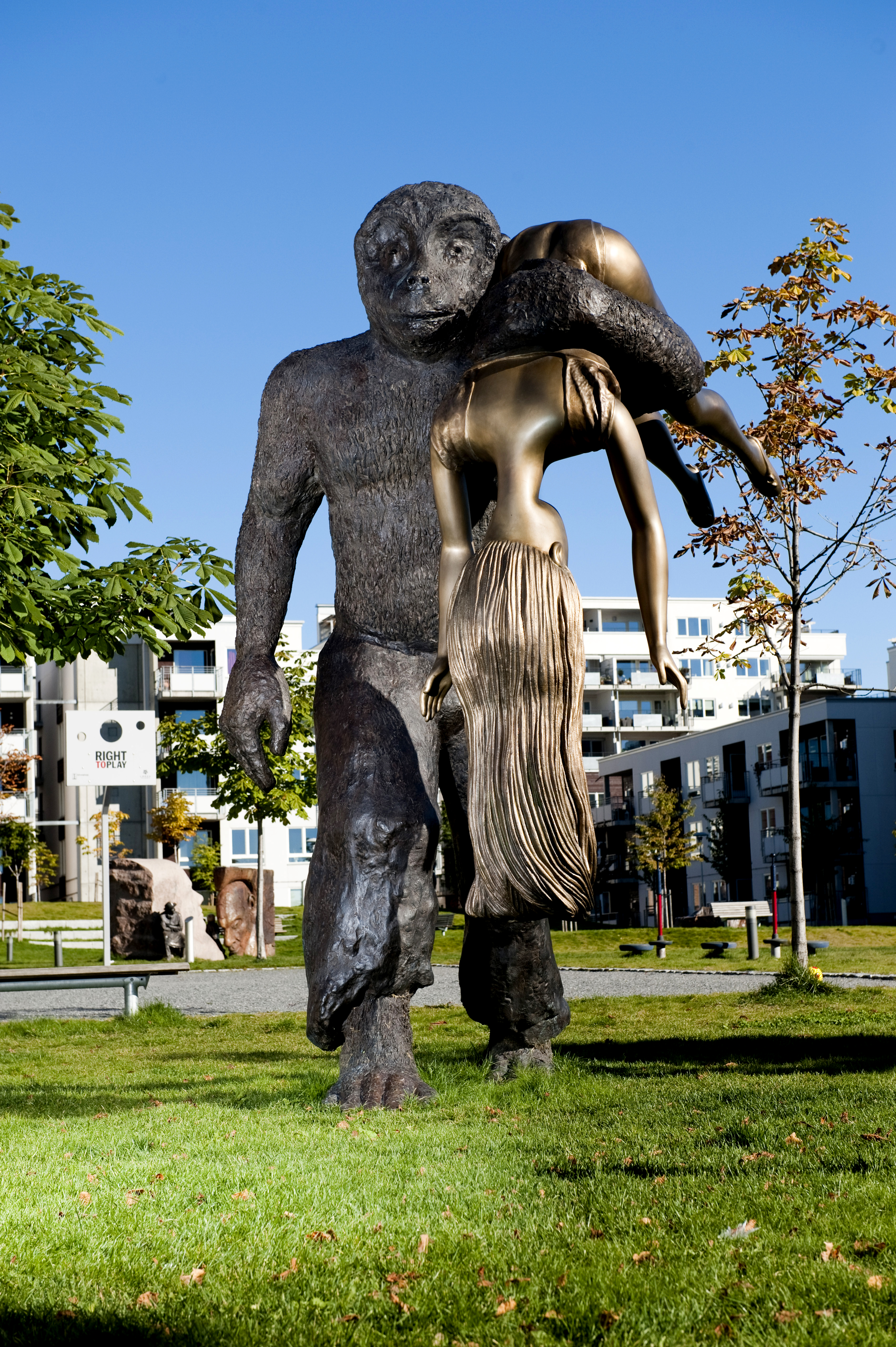
Bruderovet av Jim Dine

Peer Gynt-parken i Løren i Oslo är en skulpturpark på temat Henrik Ibsens drama Peer Gynt. Peer Gynt-parken grundades Ibsenåret 2006 av byggföretaget Selvaag, som uppfört bostäder i Løren-området. 

## Skulpturer
- Verdensborgeren Peer Gynt av Nina Emilie Sundbye, Norge
- Bukkerittet av Andrea Bucci, Italien
- Fanden i nøtten av Enzo Cucchi, Italien
- Bruderovet av  Jim Dine, USA
- Peer og tre jenter av Sergey Eylanbekov, USA/Ryssland
- Grisehodetroll – de andre skapningene i Dovregubbens hall av Christine Aspelund, Norge
- Peers kamp mot Bøygen av Fredrik Raddum, Norge
- Solvejg ved nybyggerhytten av Wolf Bröll, Tyskland
- Peer hos Mor Aase på dødsleiet av Kinga Smaczna-Lagowska, Polen
- Peer og apekattene av Petter Hepsø, Norge
- Peer på keiserens hest iført keiserens klær av Piotr Grzegorek, Polen
- Anitras dans av Leopoldo Emperador, Spanien
- Peer og Anitra i ørkenen av Elena Engelsen och Per Ung, Norge
- Hvor utgangspunktet er som galest, blir titt resultatet originalest av Anna Passakas och Radoslaw Kudlinski, Polen
- Peer møter Begriffenfeldt ved Dårekisten av Harald Müller, Tyskland
- Peer og passasjeren av Mats Åberg, Sverige
- Lag for lag av løken av Ferdinand Wyller, Norge
- Knappestøperen av Kamila Szejnoch, Polen
- Den magre i prestekjole med fuglekongens nett av Eamonn O'Doherty, Irland
- Møte Peer, Solvejg og Knappestøperen av Jan Kolasinski, Polen

Nio av skulpturena är placerade i Lørenparken mitt i bostadsområdet.